# Рожни (Польща)
Рожни (пол. Rożny) — село в Польщі, у гміні Добришиці Радомщанського повіту Лодзинського воєводства.
Населення — 238 осіб (2011).
У 1975-1998 роках село належало до Пйотрковського воєводства.

## Демографія
Демографічна структура станом на 31 березня 2011 року:
|          | Загалом | Допрацездатний вік | Працездатний вік | Постпрацездатний вік |
| -------- | ------- | ------------------ | ---------------- | -------------------- |
| Чоловіки | 118     | 26                 | 80               | 12                   |
| Жінки    | 120     | 25                 | 74               | 21                   |
| Разом    | 238     | 51                 | 154              | 33                   |